# Beni Ziki
Beni Ziki (în arabă بنى زيكى) este o comună din provincia Tizi Ouzou, Algeria.
Populația comunei este de 3.381 de locuitori (2008).